# Palazzo Alessi
Il palazzo di Città (ex palazzo Alessi) è un edificio storico di Paternò, in provincia di Catania. È l'attuale municipio della Città.

## Storia
L'edificio venne eretto nel 1787  e appartenne alla famiglia Alessi, ricchi possidenti di lontane origini romane stabilitisi a Paternò nel XVI secolo, proprietari di diversi feudi, come la baronia di Nicosia.
Gli Alessi dimorarono nel loro palazzo fino ai primi dell'Ottocento. Nel 1835, l'edificio divenne sede della biblioteca comunale, e alcuni decenni più tardi in quella del Municipio, passando definitivamente sotto la proprietà dell'ente comunale nel 1922.
Dal 1960 con lo spostamento della sede comunale in un palazzo edificato in piazza della Repubblica (oggi sede della Pretura), l'ex palazzo Alessi divenne sede del comando della locale polizia municipale e di vari uffici comunali. Chiuso negli anni settanta, dopo decenni di abbandono, tra il 2002 e il 2005, il palazzo ha subito lavori di ristrutturazione, e dal 2006 è tornato ad essere la sede istituzionale e di rappresentanza del Comune etneo.

## Descrizione dell'edificio
Elevato su due livelli e con una superficie di circa 1227 m², il Palazzo è uno dei più importanti edifici storici di Paternò.
Costruito in stile tipicamente borghese settecentesco, la lunga facciata dell'edificio presenta al piano terra alcune finestre e portali in pietra lavica, e l'ingresso principale ad arco centrico e mascherone in pietra lavica e in alto il balcone principale sorretto da mensoloni in pietra lavica e con il portale d'onore sormontato da un cartiglio barocco recante lo stemma cittadino e una dicitura in latino che inneggia alla città.
All'interno dell'edificio sono presenti l'ufficio del sindaco, la sede della giunta comunale, l'aula del consiglio comunale ed altri uffici comunali. Le pareti si presentano caratterizzate da alcune decorazioni.
Molto particolare è il soffitto di una delle stanze, interamente dipinto, mentre l'aula consiliare presenta il tetto con raffinati stucchi.
Nel retro del palazzo,si apre un'ampia corte con grande cancello che dà su via Gessai, e dove si affacciano diversi locali, sede di alcuni prestigiosi eventi.